# Delfina Potocka

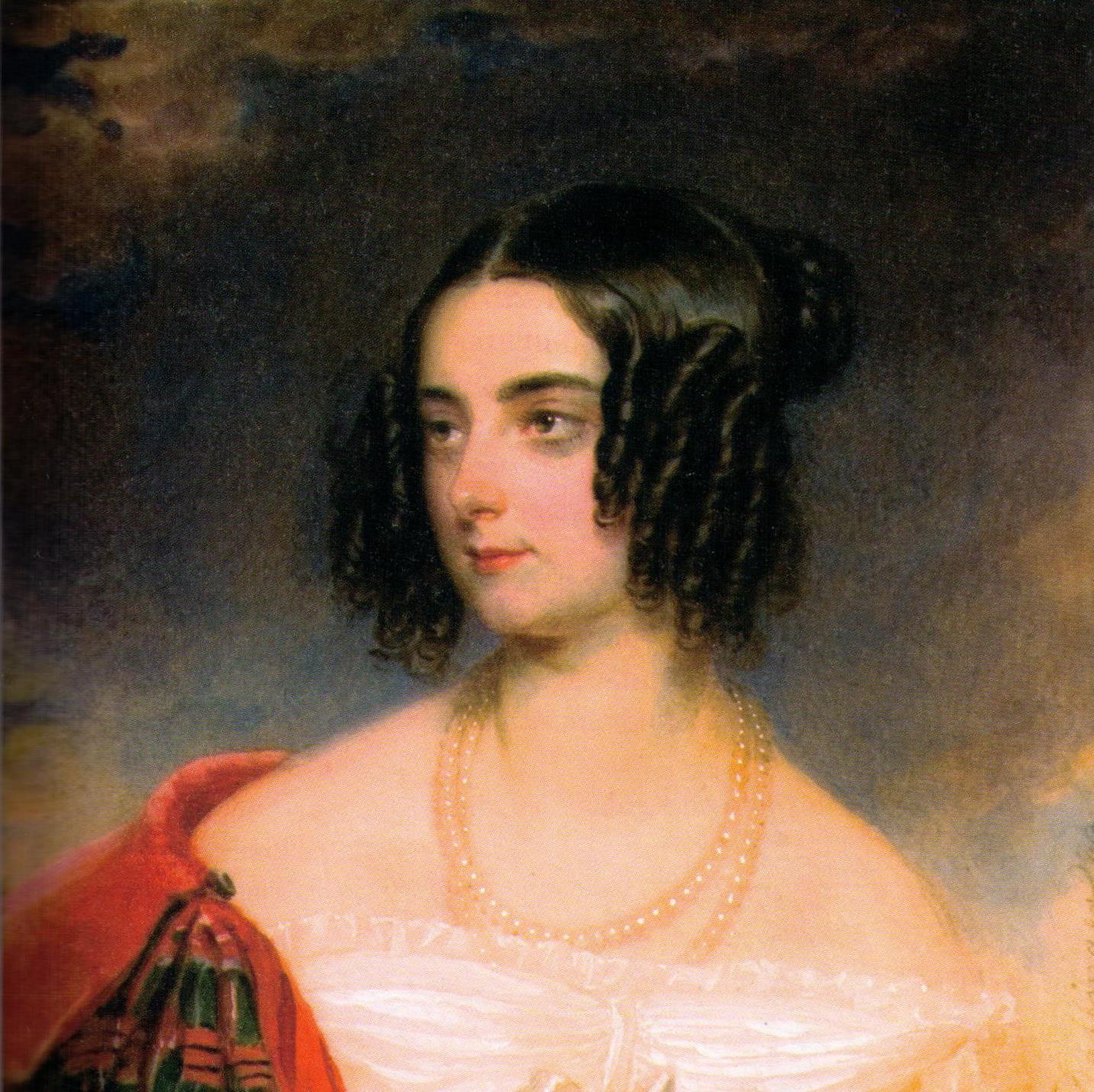
Moritz Michael Daffinger, Delfina Potocka 1830

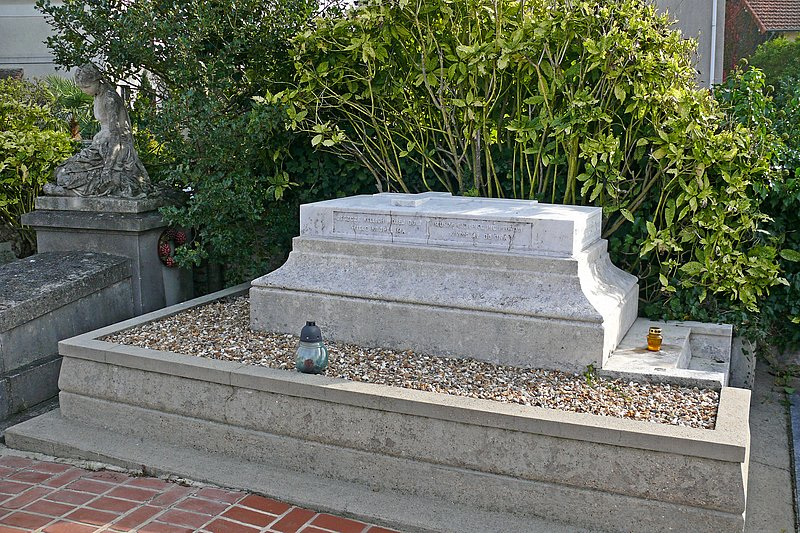
Grób Delfiny Potockiej na starym cmentarzu w Montmorency, 31 października 2009

Delfina z Komarów Potocka (ur. w marcu 1807 w Murowanych Kuryłowcach, zm. 2 kwietnia 1877 w Paryżu) – dama, przyjaciółka artystów, śpiewaczka i malarka. Jest zwana muzą polskiego romantyzmu, ponieważ wywarła wpływ na jego czołowych przedstawicieli. Poświęcano jej dzieła. Znała Fryderyka Chopina, Zygmunta Krasińskiego, Juliusza Słowackiego, Adama Mickiewicza i Cypriana Kamila Norwida.

## Życiorys
Córka Stanisława Delfina Komara (majora w rosyjskim wojsku) i Honoraty Orłowskiej (córki łowczego koronnego króla Stanisława Augusta). W 1825 roku poślubiła Mieczysława Potockiego, syna Stanisława Szczęsnego Potockiego, jednego z najbogatszych Polaków epoki, i miała z nim pięcioro dzieci, które wcześnie zmarły. Była nieszczęśliwa w pożyciu małżeńskim z Potockim, z którym się później rozwiodła. Ale jednocześnie wywalczyła dożywotnią rentę w wysokości 100 tys. franków rocznie, którą sumiennie wypłacał jej Potocki. Później jako członkini rodziny Potockich skrupulatnie wykorzystywała zdobyty splendor oraz wypłacane pieniądze. Taka pozycja pozwoliła jej na zasmakowanie wolności osobistej i towarzyskiej, a nawet na dostatnie życie w Paryżu, gdzie mieszkała w różnych okresach.
Odznaczała się zdolnościami umysłowymi i artystycznymi oraz słynną olśniewającą urodą, którą podbijała męskie serca na najznakomitszych salonach całej Europy.
Po rozstaniu z mężem wyjechała za granicę, gdzie została przyjaciółką i powiernicą Zygmunta Krasińskiego oraz jego najtrwalszą miłością. Z Krasińskim poznała się w Neapolu 24 grudnia 1838 i rychło została jego umiłowaną, przed którą poeta zwierzał się ze wszystkich swoich myśli i zamiarów i dla której pisał utwory (Przedświt).
Wynikiem tego stosunku była też olbrzymia korespondencja poety do kochanki, ogłaszana dotychczas w drobnych fragmentach, dopiero od roku 1930 (tom I) w obszerniejszym wyborze. Jego listy do niej są cenne dla polskiej epistolografii.
Doszukiwano się w Delfinie Potockiej (obok Joanny Bobrowej) pierwowzoru Idalii, światowej damy z Fantazego Juliusza Słowackiego.
Została pochowana 6 kwietnia 1877 na starym cmentarzu w Montmorency, niedaleko Paryża.

## Literatura
- Listy do Delfiny Potockiej. I. 1839–1843. Zygmunt Krasiński, przysposobił do druku Adam Żółtowski. Poznań 1930, wyd. Poznańskie Towarzystwo Przyjaciół Nauk.
- Listy do Delfiny Potockiej. II. 1843–1845. Zygmunt Krasiński, przysposobił do druku Adam Żółtowski. Poznań 1935, wyd. Poznańskie Towarzystwo Przyjaciół Nauk.
- Listy do Delfiny Potockiej. III. 1846–1848. Zygmunt Krasiński, przysposobił do druku Adam Żółtowski. Poznań 1938, wyd. Poznańskie Towarzystwo Przyjaciół Nauk.
- Listy do Delfiny Potockiej 1839-1859 (t. I – III) Opracowanie i wstęp Zbigniew Sudolski. Warszawa 1975, wyd PIW.